# خط أنابيب البصرة-ميناء العقبة

خريطة توضح امتداد الأنبوب من حقول البصرة الجنوبية مرورا بالصحراء، وينتهي في ميناء العقبة.

أنبوب النفط العراقي - الأردني هو مشروع قيد التفيذ لنقل النفط الخام المُستخرج من حقول البصرة الواقعة جنوب العراق إلى مدينة العقبة في جنوب الأردن. يمتد هذا الأنبوب مسافة مقدارها 1700 كم عبر مرحلتين، الأولى تمتد من من البصرة إلى حديثة في غرب العراق، والثانية تمتد إلى أن ينتهي في ميناء العقبة لتصدير النفط إلى باقي العالم. وسينقل الجزء الأول من الأنبوب حوالي 2.25 مليون برميل نفط يوميا، فيما تبلغ كمية النفط التي ستصل إلى ميناء العقبة عبر الأنبوب مليون برميل يوميا سيتم تحويل 850 ألف برميل إلى مصفاة البترول الأردنية، بالإضافة إلى أنبوب آخر لنقل 100 مليون متر مكعب يوميا من الغاز سيقوم الأردن باستخدامها لإنتاج الكهرباء. كان من المفترض الانتهاء من تنفيذ المشروع في عام 2017، وتقدر تكلفته بنحو 18 مليار دولار.